# UEA
UEA (esperanto: Universala Esperanto-Asocio, dansk: Det Internationale Esperantoforbund), stiftet i 1908, er den største internationale esperanto-organisation.
UEA har medlemmer i over 110 lande og medlemsorganisationer i over 90 lande. Organisationen har hovedkontor i Rotterdam i Holland og et afrikansk kontor i Lomé i Togo.

## Ekstern henvisning
- UEA's hjemmeside på 7 sprog

 Der er for få eller ingen kildehenvisninger i denne artikel, hvilket er et problem. Du kan hjælpe ved at angive troværdige kilder til de påstande, som fremføres i artiklen.

| Sprog | Spire Denne artikel om sprog er en spire som bør udbygges. Du er velkommen til at hjælpe Wikipedia ved at udvide den. |

| Forening eller organisation | Spire Denne artikel om en forening eller organisation er en spire som bør udbygges. Du er velkommen til at hjælpe Wikipedia ved at udvide den. |

51°54′49.6″N 4°27′52.0″Ø / 51.913778°N 4.464444°Ø